# Reipertswiller

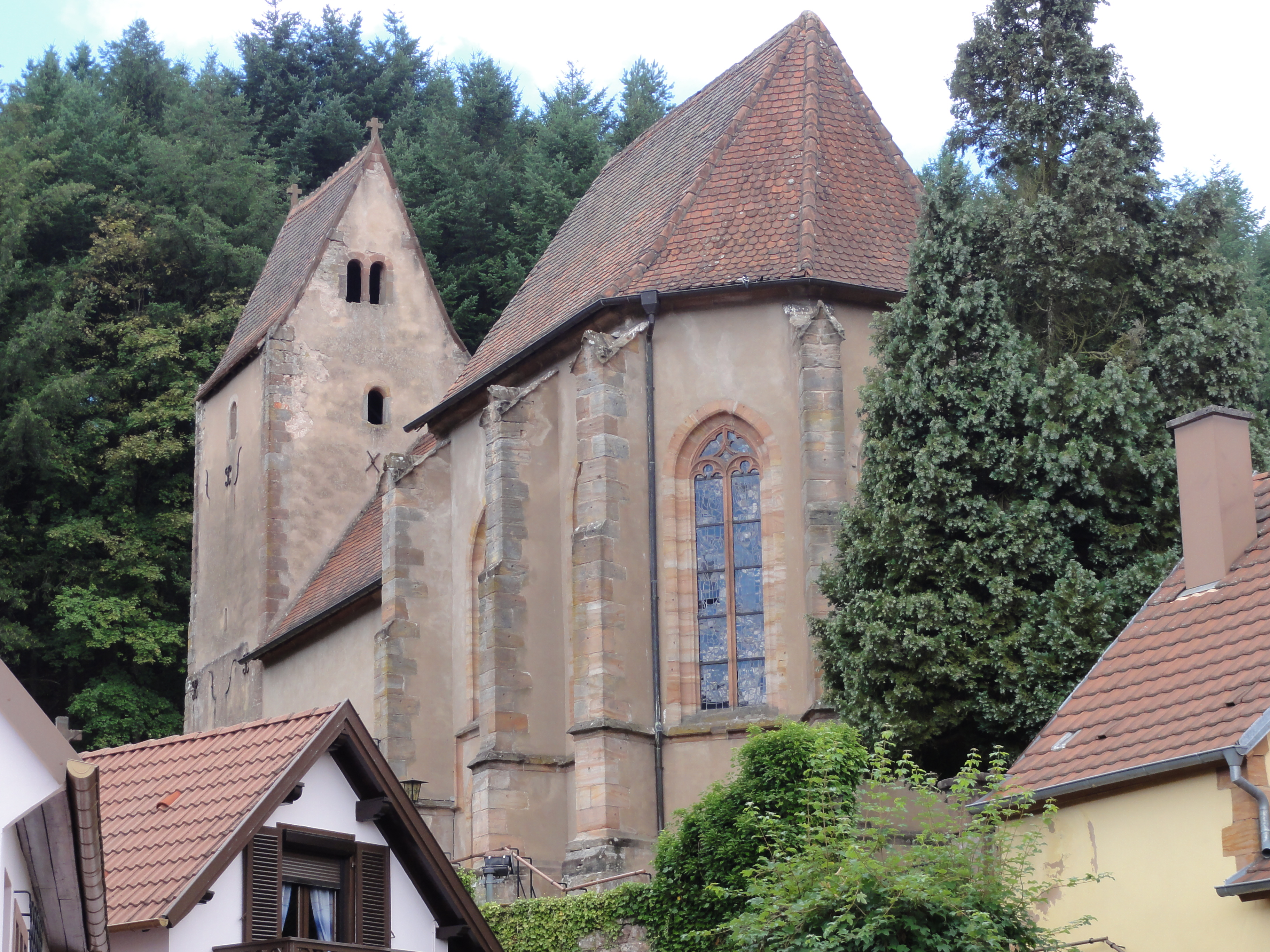
Simultankirche Saint-Jacques-le-Majeur

Reipertswiller (deutsch Reipertsweiler) ist eine französische Gemeinde mit 844 Einwohnern (Stand 1. Januar 2021) im Département Bas-Rhin in der Europäischen Gebietskörperschaft Elsass und in der Region Grand Est.

## Geografie
Das Dorf liegt im Gebiet der in Frankreich so genannten Nordvogesen und grenzt an das Département Moselle. Oberhalb von Reipertswiller entspringt der Rothbach. Das Gemeindegebiet hat einen Anteil am Biosphärenreservat Pfälzerwald-Vosges du Nord. Die Ortsteile heißen Melch, Wildenguth und Saegemuhle.
Nachbargemeinden sind Mouterhouse im Norden, Baerenthal im Nordosten, Lichtenberg im Südosten, Wimmenau im Südwesten und Goetzenbruck im Nordosten.

## Geschichte

### Mittelalter
Das Dorf Reipertsweiler war ursprünglich Reichsgut, später im Besitz der Landgrafen des Elsass, von denen es die Herren von Lichtenberg 1332 kauften. Sie ordneten es ihrem Amt Ingweiler zu. 1335 wurde eine Landesteilung zwischen der mittleren und der jüngeren Linie des Hauses Lichtenberg durchgeführt. Reipertsweiler fiel dabei an die Nachkommen des früh verstorbenen Johann III. von Lichtenberg, die die mittlere Linie des Hauses begründeten. Nach dem Tod des letzten Lichtenbergers, Graf Jakob, wurde die Herrschaft geteilt und das Amt Ingweiler fiel zunächst an Zweibrücken-Bitsch.

### Neuzeit
1570 kam es zu einem weiteren Erbfall, der das Amt Ingweiler nun zur Grafschaft Hanau-Lichtenberg brachte. Die Grafen von Hanau-Lichtenberg führten ab der Mitte des 16. Jahrhunderts die Reformation in ihrer Grafschaft ein, die nun lutherisch wurde.
Durch die Reunionspolitik Frankreichs fielen um 1680 die im Elsass gelegenen Teile der Grafschaft Hanau-Lichtenberg unter die Oberhoheit Frankreichs, so auch das Amt Ingweiler und Reipertsweiler.
1736 starb mit Graf Johann Reinhard III. der letzte männliche Vertreter des Hauses Hanau. Aufgrund der Ehe seiner einzigen Tochter, Charlotte (1700–1726), mit dem Erbprinzen Ludwig (VIII.) (1691–1768) von Hessen-Darmstadt fiel die Grafschaft Hanau-Lichtenberg nach dort. Als Folge der Französischen Revolution fiel der linksrheinische Teil der Grafschaft Hanau-Lichtenberg – und damit auch Reipertsweiler – an Frankreich.
Von 1871 bis zum Ende des Ersten Weltkrieges gehörte Reipertsweiler als Teil des Reichslandes Elsaß-Lothringen zum Deutschen Reich und war dem Kreis Zabern im Bezirk Unterelsaß zugeordnet.

### Bevölkerungsentwicklung
| Jahr      | 1798 | 1910 | 1962 | 1968 | 1975 | 1982 | 1990 | 1999 | 2007 | 2012 | 2014 |
| Einwohner | 343  | 820  | 786  | 861  | 878  | 855  | 946  | 933  | 962  | 912  | 895  |